# Шагалл, Рейчел
Рейчел Шагалл (англ. Rachel Chagall, род. 24 ноября 1952) — американская актриса и комедиантка.

## Жизнь и карьера
Рейчел Левин родилась в Нью-Йорке. Она сменила имя на Рейчел Шагалл когда в тот момент уже была другая Рейчел Левин в отрасли кино и телевидения. Шагалл получила номинацию на премию «Золотой глобус» за лучшую женскую роль — драма в фильме «Габи, правдивая история» в 1988 году.
Шагалл наиболее известна по роли Вэл Торелло, лучшей подруги героини Фрэн Дрешер в комедийном сериале «Няня». Она появилась во всех пяти сезонах шоу с 1993 по 1999 год. После она работала с Фрэн Дрешер в сериале «Сильное лекарство», где та выступала режиссёром и сняла Шагалл в одном из эпизодов. Шагалл также появилась в фильмах «Белый дворец» и «Последний ужин».

## Личная жизнь
Замужем за Грегом Ленартом. 19 марта 1999 года у них родились двойняшки, Ева и Иона.

## Фильмография
| Год       |     | Русское название        | Оригинальное название | Роль            |
| --------- | --- | ----------------------- | --------------------- | --------------- |
| 1987      | ф   | Габи, правдивая история | Gaby: A True Story    | Габи            |
| 1993—1999 | с   | Няня                    | The Nanny             | Вэл Ториелло    |
| 1990      | ф   | Белый дворец            | White Palace          | Рейчел          |
| 1995      | ф   | Последний ужин          | The Last Supper       | активистка      |
| 1998      | с   | Простая жизнь           | The Simple Life       | Вэл Ториелло    |
| 2001      | с   | Журнал мод              | Just Shoot Me!        | тётя Минди      |
| 2001      | кор | —                       | Odessa or Bust        | агент           |
| 2004      | с   | Сильное лекарство       | Strong Medicine       | Рене Эдвардс    |
| 2006      | с   | За что тебя люблю       | What I Like About You | шоколадная леди |